# August Wilson
August Wilson (nato Frederick August Kittel; Pittsburgh, 27 aprile 1945 – Seattle, 2 ottobre 2005) è stato un drammaturgo, scrittore e sceneggiatore statunitense.
Ha vinto due volte il Premio Pulitzer: nel 1985, per il dramma Fences, e nel 1990, per il dramma The Piano Lesson. È considerato il più importante drammaturgo afroamericano.

## Biografia
Figlio di un panettiere tedesco e di una lavandaia afroamericana, Wilson abbandonò la scuola all'età di 16 anni e iniziò a fare vari lavori. Alla fine degli anni sessanta fondò la compagnia teatrale Black Horizons. Nel 1979 scrisse il suo primo dramma, Jitney. Successivamente scrisse uno dei suoi più grandi successi, Ma Rainey's Black Bottom, ambientato nel mondo del jazz. L'opera approdò a Broadway e fece conoscere definitivamente Wilson. Seguirono altri otto drammi, tra cui Fences, che fruttò al drammaturgo il suo primo Pulitzer, e The Piano Lesson, suo secondo Pulitzer. Per il cinema Wilson adattò il suo The Piano Lesson per un film tv che riscosse un buon successo e fruttò a Charles S. Dutton una nomination al Golden Globe come miglior attore protagonista. Inoltre recitò la parte del narratore in The Naked Proof. Wilson morì nel 2005, a 60 anni, a causa di un cancro al fegato.

### Barriere
Nel 2016, venne accreditato postumo come sceneggiatore del film Barriere (adattamento cinematografico di Fences), diretto da Denzel Washington (che fu anche l'attore protagonista del film), mentre nel 2019 viene annunciata la produzione di una trasposizione cinematografica di Ma Rainey's Black Bottom. Il film omonimo, diretto da George C. Wolfe e prodotto da Denzel Washington, con protagonisti Chadwick Boseman e Viola Davis, è stato distribuito dalla piattaforma di streaming on demand Netflix a partire da dicembre 2020, ottenendo il plauso unanime da parte di pubblico e critica.

## Filmografia

### Sceneggiatore
- The Piano Lesson- film TV, anche produttore (1995)
- Fences, video, regia di Ronal Stepney (2012)
- Barriere (Fences), regia di Denzel Washington (2016)

### Attore
- The Naked Proof, regia di Jaime Hook (2003)

## Teatro

### Opere principali
- Recycle (1973)
- Black Bart and the Sacred Hills (1977)
- Fullerton Street (1980)
- The Janitor (1985)
- The Ground on Which I Stand (1986) - discorso
- The Homecoming (1989)
- The Coldest Day of the Year (1989)
- How I Learned What I Learned (2002)

### Il ciclo di Pittsburgh
- Jitney (1982)
- Ma Rainey's Black Bottom (1984)
- Fences (1985)
- Joe Turner's Come and Gone (1986)
- The Piano Lesson (1987)
- Two Trains Running (1990)
- Seven Guitars (1995)
- King Hedley II (1999)
- Gem of the Ocean (2003)
- Radio Golf (2005)

## Riconoscimenti
Premio Oscar
- 2017 – Candidatura per la migliore sceneggiatura non originale

AARP Movies for Grownups Awards
- 2017 – Candidatura per la migliore sceneggiatura

Critics' Choice Movie Award
- 2017 – Candidatura per la migliore sceneggiatura non originale
- Premio Pulitzer
  - 1987 – Premio Pulitzer per la drammaturgia per Fences
  - 1989 – Candidatura per il Premio Pulitzer per la drammaturgia per Joe Turner's Come and Gone
  - 1990 – Premio Pulitzer per la drammaturgia per The Piano Lesson
  - 1992 – Candidatura per il Premio Pulitzer per la drammaturgia per Two Trains Running
  - 1995 – Candidatura per il Premio Pulitzer per la drammaturgia per Seven Guitars
  - 2000 – Candidatura per il Premio Pulitzer per la drammaturgia per King Hedley II
- Tony Award
  - 1985 – Candidatura per la migliore opera teatrale per Ma Rainey's Black Bottom
  - 1987 – Migliore opera teatrale per Fences
  - 1988 – Candidatura per la migliore opera teatrale per Joe Turner's Come and Go
  - 1990 – Candidatura per la migliore opera teatrale per The Piano Lesson
  - 1992 – Candidatura per la migliore opera teatrale per Two Trains Running
  - 1996 – Candidatura per la migliore opera teatrale per Seven Guitars
  - 2001 – Candidatura per la migliore opera teatrale per King Hedley II
  - 2005 – Candidatura per la migliore opera teatrale per Gem of the Ocean
  - 2007 – Candidatura per la migliore opera teatrale per Radio Golf

Writers Guild of America Award
- 2017 – Candidatura per la miglior sceneggiatura non originale